# 22 نوفمبر
- السبت
- الأحد
- الاثنين
- الثلاثاء
- الأربعاء
- الخميس
- الجمعة

- 110 جمادى الأولى 1447  هـ
- 211 جمادى الأولى 1447  هـ
- 312 جمادى الأولى 1447  هـ
- 413 جمادى الأولى 1447  هـ
- 514 جمادى الأولى 1447  هـ
- 615 جمادى الأولى 1447  هـ
- 716 جمادى الأولى 1447  هـ
- 817 جمادى الأولى 1447  هـ
- 918 جمادى الأولى 1447  هـ
- 1019 جمادى الأولى 1447  هـ
- 1120 جمادى الأولى 1447  هـ
- 1221 جمادى الأولى 1447  هـ
- 1322 جمادى الأولى 1447  هـ
- 1423 جمادى الأولى 1447  هـ
- 1524 جمادى الأولى 1447  هـ
- 1625 جمادى الأولى 1447  هـ
- 1726 جمادى الأولى 1447  هـ
- 1827 جمادى الأولى 1447  هـ
- 1928 جمادى الأولى 1447  هـ
- 2029 جمادى الأولى 1447  هـ
- 2130 جمادى الأولى 1447  هـ
- 221 جمادى الآخرة 1447  هـ
- 232 جمادى الآخرة 1447  هـ
- 243 جمادى الآخرة 1447  هـ
- 254 جمادى الآخرة 1447  هـ
- 265 جمادى الآخرة 1447  هـ
- 276 جمادى الآخرة 1447  هـ
- 287 جمادى الآخرة 1447  هـ
- 298 جمادى الآخرة 1447  هـ
- 309 جمادى الآخرة 1447  هـ
- 110 جمادى الآخرة 1447  هـ
- 211 جمادى الآخرة 1447  هـ
- 312 جمادى الآخرة 1447  هـ
- 413 جمادى الآخرة 1447  هـ
- 514 جمادى الآخرة 1447  هـ

22 نوفمبر أو 22 تشرين الثاني أو يوم 22 \ 11 (اليوم الثاني والعشرين من الشهر الحادي عشر) هو اليوم السادس والعشرين بعد الثلاثمائة (326) من السنة، أو السابع والعشرين بعد الثلاثمائة (327) في السنوات الكبيسة، وفقًا للتقويم الميلادي الغربي (الغريغوري). يبقى بعده 39 يومًا على انتهاء السنة.

## أحداث
- 1574 ـ اكتشاف جزر خوان فرنانديث قبالة سواحل تشيلي.
- 1914 – سقوط مدينة البصرة العراقية بيد البريطانيين خلال الحرب العالمية الأولى، وقد دخلوها بقصد حماية أنابيب النفط.
- 1924 - توجيه إنذار بريطاني إلى حكومة سعد زغلول عقب مقتل سردار الجيش المصري وحاكم السودان السير لي ستاك بوجوب إعلان الاعتذار وتقديم التعويض اللازم وسحب القوات المصرية من السودان، وقد وافقت الحكومة المصرية على هذه المطالب فيما عدا ما يتعلق بالسودان، ولما أصر البريطانيون على مطالبهم استقال سعد زغلول احتجاجًا على ذلك.
- 1943 - لبنان يحصل على استقلاله من فرنسا، وبشارة الخوري يتولى رئاسته.
- 1963 - اغتيال الرئيس الأمريكي جون كينيدي قنصاً وذلك أثناء زيارته لمدينة دالاس.
- 1967 - صدور قرار مجلس الأمن الدولي رقم 242 بعد حرب 1967، وقد نص القرار على انسحاب إسرائيل من الأراضي التي احتلتها نتيجة هذه الحرب واحترام سيادة دول المنطقة على أراضيها وحرية الملاحة في الممرات الدولية وحل مشكلة اللاجئين وإنشاء مناطق منزوعة السلاح.
- 1975 - تنصيب خوان كارلوس ملكًا على إسبانيا بعد وفاة الديكتاتور فرانثيسكو فرانكو وبناء على وصيته، وبذلك أعيد النظام الملكي إلى إسبانيا.
- 1989 - اغتيال رئيس الجمهورية اللبنانية رينيه معوض بسيارة مفخخة في أحد شوارع بيروت.
- 1990 -
  - رئيسة وزراء المملكة المتحدة مارغريت ثاتشر والملقبة بالمرأة الحديدية تقدم استقالتها من منصبها إلى الملكة إليزابيث الثانية.
  - الرئيس الأمريكي جورج بوش يزور القوات الأمريكية المرابطة في السعودية استعدادًا لحرب الخليج الثانية.
- 2003 - معارضون للرئيس الجورجي إدوارد شيفردنادزه يقتحمون البرلمان مطالبين باستقالته.
- 2004 - بدء الثورة البرتقالية في أوكرانيا على إثر نتائج الانتخابات الرئاسية المشكوك بصدقيتها.
- 2005 - انتخاب أنغيلا ميركل مستشارة لألمانيا، لتكون بذلك أول امرأة تتولى هذا المنصب.
- 2010 -
  - الكنيست يقر مشروع قانون يلزم الحكومات الإسرائيلية بأن تطرح للاستفتاء الشعبي أي انسحاب تريد الإقدام عليه كجزء من اتفاق سلام من القدس الشرقية وهضبة الجولان المحتلين، والسلطة الوطنية الفلسطينية تعتبر هذا القانون بمثابة استهزاء بالقانون الدولي.
  - الرئيس اليمني علي عبد الله صالح يفتتح الدورة العشرين لبطولة كأس الخليج لكرة القدم المقامة في مدينة عدن والتي تستضيفها اليمن للمرة الأولى.
- 2011 -
  - افتتاح أعمال المجلس الوطني التأسيسي في تونس المخول بوضع دستور جديد للبلاد، وفي الجلسة الافتتاحية تم انتخاب مصطفى بن جعفر رئيسًا للمجلس.
  - المشير محمد حسين طنطاوي يعلن عن قبول المجلس الأعلى للقوات المسلحة الحاكم لاستقالة حكومة عصام شرف وتكليفها بتسيير الأعمال إلى حين تشكيل حكومة جديدة.
- 2012 - الرئيس المصري محمد مرسي يصدر إعلانًا دستوريًا جديدًا حصن فيه جميع قرارات الرئيس منذ توليه الرئاسة، كما أصدر قرارًا بمنع حل مجلس الشورى بأمر قضائي، كما حصن الجمعية التأسيسية للدستور من أي قرار بحلها بحكم قضائي، كما أصدر قرارًا بتعيين النائب العام بحيث يعين لمدة أربع سنوات.
- 2013 - النرويجي ماغنوس كارلسن يصبح البطل العشرين في بطولة العالم للشطرنج بعد فوزه أمام بطل نسخة 2012 الهندي فيشفاناثان اناند في إطار بطولة العالم للشطرنج 2013 المنعقدة في مدينة تشيناي في الهند.
- 2016 - اندلاع أكثر من 200 حريق في أماكن متفرقة بغابات إسرائيل.
- 2017 - رئيس الوزراء اللبناني سعد الدين الحريري يعود إلى لبنان ويعلن تريُثه في تقديم استقالته بعد أن تقدَّم بها قبل 18 يومًا.
- 2022 - فوز تاريخي للمنتخب السعودي على الأرجنتين في كأس العالم 2022.

## مواليد
- 1643 - روبير دو لا سال، مستكشف فرنسي.
- 1808 - توماس كوك، رجل أعمال بريطاني.
- 1819 - جورج إليوت، روائية إنجليزية.
- 1852 - بول دو كونستنت، سياسي فرنسي حاصل على جائزة نوبل للسلام عام 1909.
- 1869 - أندريه جيد، كاتب فرنسي حاصل على جائزة نوبل في الأدب عام 1947.
- 1877 - خوان غامبر، رجل أعمال ولاعب كرة قدم سويسري.
- 1881 - أنور باشا، قائد عسكري عثماني
- 1890 - شارل ديغول، رئيس فرنسا.
- 1901 - خواكين رودريغو، موسيقي إسباني.
- 1904 - لوي نيل، عالم فيزياء فرنسي حاصل على جائزة نوبل في الفيزياء عام 1970.
- 1909 - ميخائيل ميل، صانع طائرات روسي.
- 1912 - الشيخ عبد العزيز بن باز، عالم دين سعودي.
- 1913 - فطين عبد الوهاب، مخرج مصري.
- 1917 - السير أندرو هكسلي، عالم فيزيولوجيا وفيزياء حيوية بريطاني حاصل على جائزة نوبل في الطب عام 1963.
- 1919 - سالم حنا خميس، عالم رياضيات فلسطيني.
- 1926 - جيرالدين بيج، ممثلة أمريكية.
- 1930 -
  - فيكتور نورينبيرغ، لاعب كرة قدم لوكسمبورغي.
  - حسب الله الكفراوي، سياسي مصري ووزير أسبق للإسكان.
- 1934 - أحمد سيف الإسلام، محامي مصري.
- 1944 - علي الكوراني، رجل دين شيعي لبناني.
- 1948 - رادومير أنتيتش، لاعب ومدرب كرة قدم صربي.
- 1962 - الشيخ عبد الرحمن السديس، إمام و خطيب المسجد الحرام، و رئيس الهيئة العامة للعناية بشؤون المسجد الحرام والمسجد النبوي، بمرتبة وزير.
- 1967 -
  - مارك رافالو، ممثل أمريكي.
  - بورس بيكر، لاعب كرة مضرب ألماني.
- 1968 -
  - عزة بهاء، ممثلة مصرية.
  - صبري فواز، ممثل مصري.
- 1969 -
  - برناديت حديب، ممثلة لبنانية.
  - بننو يلدرملار، ممثلة تركية.
- 1970 - ياسر المصري، ممثل أردني.
- 1971 - أمجد طعمة، ممثل سوري.
- 1973 - عبد الفتاح بوعكاز، إعلامي وشاعر جزائري.
- 1975 - جونكو ميناغاوا، ممثلة أداء صوتي يابانية.
- 1976 -
  - وائل جسار، مغني لبناني.
  - تورستن فرينجز، لاعب كرة قدم ألماني.
- 1980 - ياسر الدوسري، قارئ قرآن سعودي.
- 1981 - سيفيرين غانتسارتسيك، لاعب كرة قدم بولندي.
- 1982 -
  - ياكوبو إيغبيني، لاعب كرة قدم نيجيري.
  - عبد الله الطليحي، لاعب كيك بوكسينغ ومذيع وممثل كويتي.
  - عمرو سلامة، مخرج مصري.
- 1983 - بيتر راماج، لاعب كرة قدم إنجليزي.
- 1984 -
  - إبراهيم هزازي، لاعب كرة قدم سعودي.
  - سكارليت جوهانسون، ممثلة أمريكية.
- 1985 - أسامواه جيان، لاعب كرة قدم غاني.
- 1986 - أيتن عامر، ممثلة مصرية.
- 1987 - مروان فيلايني، لاعب كرة قدم بلجيكي.
- 1989 - كريس سمولينغ، لاعب كرة قدم إنجليزي.

## وفيات
- 1207 - أبو عمران الميرتلي، متصوف وشاعر ومفسر ومحدث موحّدي أندلسي.
- 1617 - السلطان أحمد الأول، السلطان العثماني الرابع عشر.
- 1718 - إدوارد تيش، قرصان إنجليزي معروف باسم «اللحية السوداء».
- 1916 - جاك لندن، كاتب أمريكي.
- 1941 - فيرنر مولديرز، عسكري ألماني.
- 1944 - السير آرثر ستانلي إدنغتون، عالم إنجليزي في علم الفلك والفيزياء.
- 1963 -
  - جون كينيدي، رئيس الولايات المتحدة الخامس والثلاثون.
  - ألدوس هكسلي، كاتب إنجليزي.
  - كليف لويس، أديب ايرلندي.
- 1981 - هانس كريبس، عالم كيمياء حيوية بريطاني حاصل على جائزة نوبل في الطب عام 1953.
- 1986 - سكاتمان كروذرس، ممثل أمريكي.
- 1989 - رينيه معوض، رئيس الجمهورية اللبنانية التاسع.
- 2010 - مصطفى السلاب، سياسي ورجل أعمال مصري.
- 2011 - سفيتلانا ستالين، ابنة الزعيم السوفيتي جوزيف ستالين.

## أعياد ومناسبات
- عيد الاستقلال في لبنان.

## وصلات خارجية
- وكالة الأنباء القطريَّة: حدث في مثل هذا اليوم.
- النيويورك تايمز: حدث في مثل هذا اليوم.
- BBC: حدث في مثل هذا اليوم.